# ليثا (ألافا)
بلدية ليثا (بالإسبانية: Leza) هي بلدية تقع في مقاطعة ألافا التابعة لإقليم الباسك شمال إسبانيا.

## الديموغرافيا
يبلغ عدد سكان بلدية ليثا 213 نسمة عام 2011 (وفقاً للمعهد الوطني للإحصاء الإسباني).
| 182 | 196 | 209 | 230 | 230 | 225 | 213 |